# Konstal 13N
Konstal 13N je polská tramvaj vyráběná od konce 50. let do konce 60. let 20. století podnikem Konstal.

## Konstrukce
13N vychází koncepčně z československé tramvaje Tatra T1. Jedná se tedy o jednosměrný čtyřnápravový motorový tramvajový vůz se třemi skládací dveřmi na jedné straně vozové skříně. Vzhledově se odlišoval od předchozích typů tramvají vyráběných podnikem Konstal (Konstal N, Konstal 4N). Podlaha se v tramvaji 13N nachází ve výšce 850 mm nad temenem kolejnice. Koženkové sedačky jsou v interiéru rozmístěny systémem 1+1. V přední části vozu se nachází kabina řidiče. Vozová skříň je usazena na dvou dvounápravových podvozcích, přičemž všechny nápravy jsou hnací. Každou nápravu pohání jeden trakční motor LTa-220 s výkonem 41,5 kW. Tramvaj je vybavena elektrickou výzbrojí od firmy ACEC. Proud je z trolejového vedení odebírán běžným pantografem. Vozy byly vybaveny předními nebo zadními zásuvkami mnohočlenného řízení; ty mohou případně být i na obou čelech. Tramvaj 13N měla vpředu jen jeden světlomet. Tramvaje tohoto typu nejsou určeny pro rozchod koleje menší než 1435 mm. Někdy se tramvajím 13N také přezdívalo „parówka“ (český: párek).

## Typy
- Konstal 13N
- Konstal 13NS
- Konstal 13NSD

## Dodávky tramvají
Na přelomu let 1959 a 1960 byly vyrobeny první dva vozy typu 13N. Oba jezdily ve zkušebním provozu ve Varšavě (první prototyp označen evidenčním číslem 503, druhý obdržel ev. č. 504). Vůz ev. č. 504 byl ve Varšavě v provozu do roku 1994. Sériová výroba vozů probíhala v letech 1959 až 1969. Tramvaje 13N byly určeny výhradně pro Polsko (Katovice a přilehlý region GOP, Varšava).

## Historické vozy

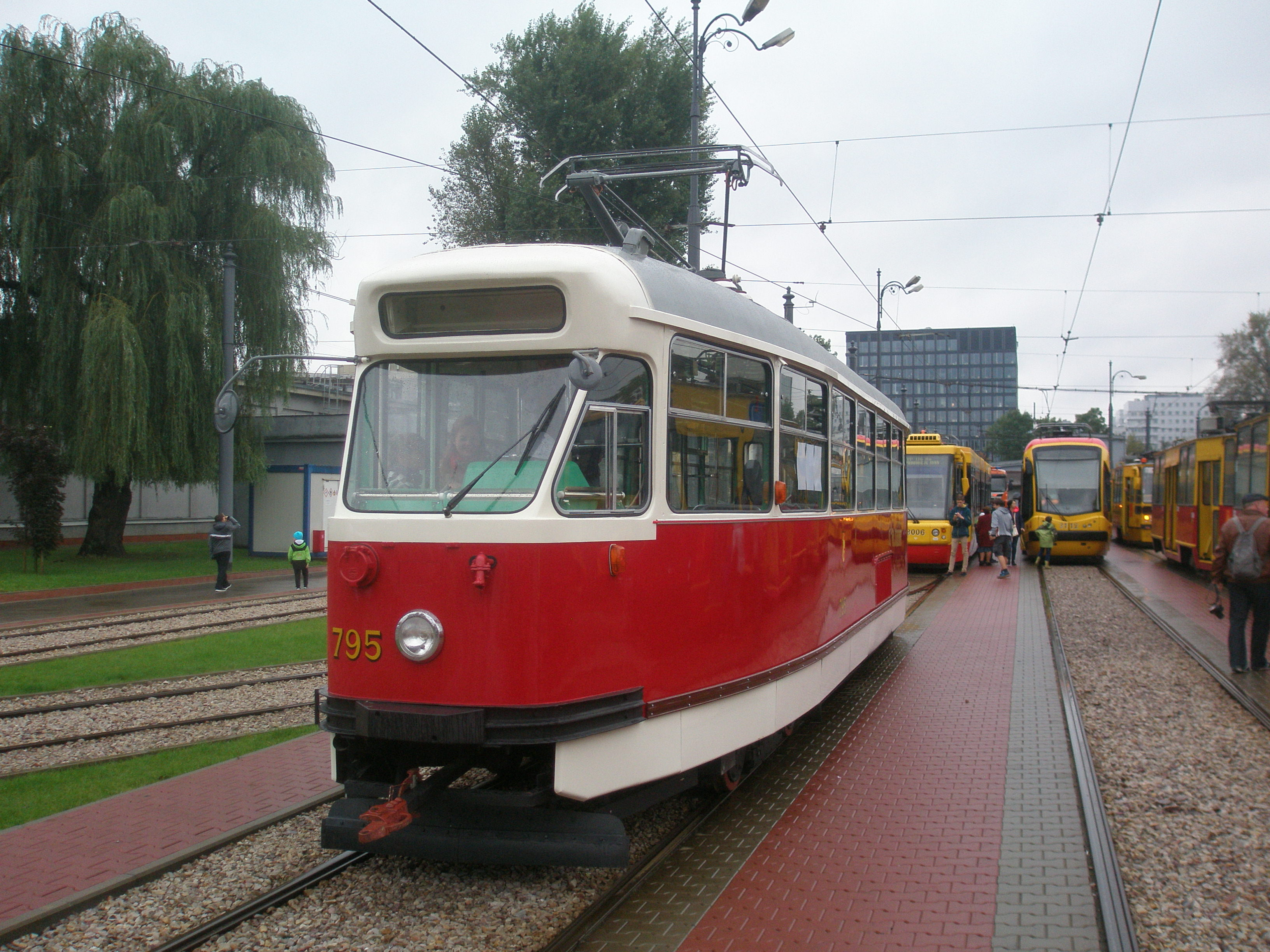
Historická tramvaj 13N ve Varšavě

| Původní provoz | Evidenční číslo | Současný majitel     | Typ | Rok výroby | Historický od roku | Zdroj |
| -------------- | --------------- | -------------------- | --- | ---------- | ------------------ | ----- |
| Varšava        | 503             | Tramwaje Warszawskie | 13N | 1959       | 2013               | [ 4 ] |
| Varšava        | 169             | Tramwaje Śląskie     | 13N | 1967       | 2013               | [ 5 ] |
| Varšava        | 795             | Tramwaje Warszawskie | 13N | 1969       | 1994               | [ 6 ] |
| Varšava        | 818             | Tramwaje Warszawskie | 13N | 1969       | 2013               | [ 7 ] |
| Varšava        | 821             | Tramwaje Warszawskie | 13N | 1969       | 2013               | [ 8 ] |